# John 5
Джон Уильям Лоури (род. 31 июля 1970), более известный под псевдонимом John 5 — американский гитарист-виртуоз. Свой псевдоним Джон получил после того, как он покинул группу Дэвида Ли Рота и присоединился к шок-рок группе Marilyn Manson, заменив предыдущего гитариста Зим Зама. После ухода из неё стал участником индастриал-метал группы Rob Zombie. Джон 5 является автором многих хитов для этих исполнителей. В 2022 присоединился к группе Mötley Crüe, заменив в её составе гитариста Мика Марса, выбывшего по причине болезни.
John 5 также записал семь сольных альбомов: Vertigo (2004), Songs for Sanity (2005), The Devil Knows My Name (2007), Requiem (2008), The Art of Malice (2010), God Told Me To (2012), Careful with That Axe (2014), а также альбом ремиксов Remixploitation (2009). В составе группы John 5 & The Creatures гитарист выпустил несколько альбомов: Season of the Witch (2017), It’s Alive (альбом концертных записей) (2018), Invasion (2019), Sinner (2021). Он также работает как штатный сотрудник Chrysalis Records, работая с такими артистами, как Мэтт Белл, Аврил Лавин, Роб Хэлфорд, k.d. lang, Garbage, Мит Лоуф, Scorpions, Ozzy Osbourne, Slash, FeFe Dobson, а также участвовал в записи и сочинении музыки с сатерн-рок группой Lynyrd Skynyrd.

## Ранние годы
Джон Лоури родился в Гросс-Пойнт, штат Мичиган. Впервые он начал играть на гитаре в возрасте семи лет, после просмотра Buck Owens и телешоу Рой Кларка Hee Haw со своим отцом. Его родители поддержали его увлечение, пока это не мешало его образованию. Кроме того, они сопровождали его во взрослых барах и пабах, где он выступал вечерами.
В детстве Джон обожал кантри-музыку и увлекался творчествами таких групп и исполнителей, как The Monkees, Kiss, Эдди Ван Хален, Рэнди Роадс, Джими Хендрикс, Ингви Мальмстин.
В 2003 году Fender предложил Джону эндорсерство. Ibanez не выпускала серийно гитары John 5, все гитары делались только лично для него, при этом сам Джон активно рекламировал Ibanez AX. В 2004 на Ebay продавался этот самый чёрный Ибанез, на котором играл Джон 5. Стартовая цена — 5000$, а предыдущие Ибанезы, которые он использовал во время тура Mechanical Animals, он пожертвовал сети кафе Hard Rock Cafe.
Новой линейкой гитар стали модифицированные Fender Telecaster, главное отличия от обычных: Тумблер в стиле Лес Пол, хамбакер в бридже вместо сингла, чёрный цвет с хромированой накладкой, отсутствие регулятора тембра (оба регулятора изменяют громкость), и необычной головой грифа в стиле 3×3, которая является немного модифицированной головой акустической 12-струнной гитары Fender. Гитара выпускается в двух образцах: серийной сборки, ценой 1000$ и ручной сборки ценой 4000$, а также дочерней фирмой Squier в двух цветах: чёрный-хром и золотой.
Предпочитает усилители Marshall Mode Four и JCM 800, раньше использовал Laney VH100R. В клипе God is Closed он играет песню Feisty Cadavers в голову Laney, которая стоит на кабинетах Marshall.
Разработал 40 сигнатур для гитарного процессора ZOOM G1J Limited Edition (John 5 Signature Edition)

## Личная жизнь
Первая жена — порноактриса Ария Джованни. На данный момент Джон женат второй раз, его жену зовут Рита. Является отчимом её сына Андреса, а также имеет от первого брака двоих детей и внуков
Джон 5 — заядлый коллекционер продукции группы Kiss, сосредоточившийся на товарах, одежде и рекламных изделиях периода с 1973 по 1983 год. Этой обширной коллекции принадлежит целая комната в доме Джона и его отдельный аккаунт в инстаграмме.

## Дискография

### 2wo
- Voyeurs (1997) (как John Lowery)

### Marilyn Manson
- The Last Tour on Earth (Live Album) [1999]
- Holy Wood (In the Shadow of the Valley of Death) (2000)
- The Golden Age of Grotesque (2003)

### Loser
- Just Like You (2006)

### Rob Zombie
- Educated Horses (2006)
- Zombie Live (Live Album) [2007]
- Hellbilly Deluxe 2: Noble Jackals, Penny Dreadfuls and the Systematic Dehumanization of Cool (2010)
- Venomous Rat Regeneration Vendor (2013)
- Spookshow International Live (Live Album) [2015]
- The Electric Warlock Acid Witch Satanic Orgy Celebration Dispenser (2016)
- Astro-Creep: 2000 Live — Songs of Love, Destruction and Other Synthetic Delusions of the Electric Head (Live At Riot Fest) [2018]
- The Lunar Injection Kool Aid Eclipse Conspiracy (2021)

### Сольные альбомы
- Vertigo (2004)
- Songs for Sanity (2005)
- The Devil Knows My Name (2007)
- Requiem (2008)
- Remixploitation (Remix Album) (2009)
- The Art of Malice (2010)
- God Told Me To (2012)
- Careful With That Axe (2014)
- Season of The Witch (2017)
- It's Alive (Live Album) (2018)
- Invasion (2019)
- Live Invasion (2020)
- Sinner (2021)